# Форрест Смітсон
Фредерік Вільям Шуле (англ. Forrest Custer Smithson; 27 вересня 1879 — 14 вересня 1962) — американський легкоатлет, який спеціалізувався в бігу з бар'єрами.

## Із життєпису
Олімпійський чемпіон з бігу на 110 метрів з бар'єрами (1908). Змагання проходили не на гаревій доріжці стадіону, а на трав'яних доріжках, облаштованих на трав'яному газоні поля в центрі стадіону. Показаний Смітсоном у фіналі результат (15,0) став першим в історії дисципліни світовим рекордом, що був ратифікований ІААФ.
Будучи глибоко віруючою людиною, часто бігав на змаганнях з Біблією в руках. Не виключенням з цього став і олімпійський фінал у Лондоні.
Вивчав теологію в Університеті Орегону.

## Основні міжнародні виступи
| Рік  | Змагання         | Місто  | Місце | Дисципліна |
| ---- | ---------------- | ------ | ----- | ---------- |
| 1908 | Олімпійські ігри | Лондон | 1     | 110 м з/б  |